# Alamans (Dordonya)
Alamans (en francès Allemans) és un municipi francès situat al departament de la Dordonya i a la regió de la Nova Aquitània.

## Demografia
| 1962                                       | 1968 | 1975 | 1982 | 1990 | 1999 | 2007 |
| ------------------------------------------ | ---- | ---- | ---- | ---- | ---- | ---- |
| 553                                        | 519  | 511  | 506  | 489  | 540  | 557  |
| Des de 1962: població sense dobles comptes |      |      |      |      |      |      |

## Administració
| Període   | Identitat       | Partit |
| --------- | --------------- | ------ |
| 1975-1995 | Roland Laprade  |        |
| 1995-2008 | Alain Dieuaide  |        |
| 2008-     | Allain Tricoire |        |